# Час у Бразилії
Територія Бразилії лежить у чотирьох часових поясах: час Акрі (UTC-5), амазонський час (UTC-4), бразильський час (офіційний, UTC-3) та атлантичний час (UTC-2). Сезонні зміни на всій території країни відсутні (літній час, що вводився у деяких штатах з листопада по лютий, скасовано у 2019 році).

## Правове регулювання
Питання обчислення часу у Бразилії регулюється президентським указом № 2784 від 18 червня 1913 року, зі змінами, внесеними законом від 24 квітня 2008 (частково скасовано 30 жовтня 2013) та декретом № 6558 від 8 вересня 2008 зі змінами, внесеними декретом № 7584 від 13 жовтня 2011

## Розташування території Бразилії відносно міжнародної системи часових поясів
Крайні точки території Бразилії:
- східна 33°45' W
- західна 74°00' W

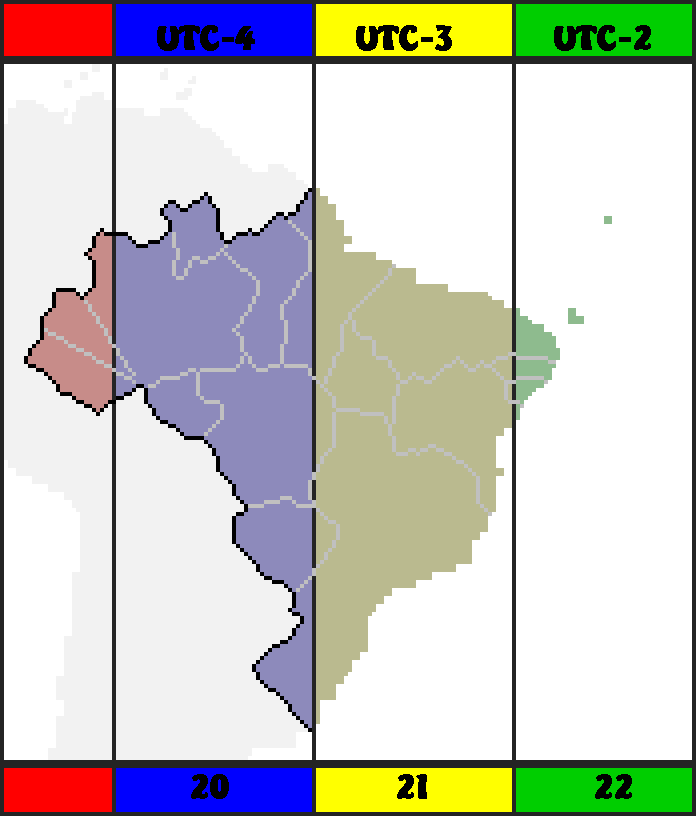

Це означає, що територія країни географічно знаходиться в чотирьох часових поясах — з дев'ятнадцятого до двадцять другого включно.

## Стандартний час
Стандартний час у Бразилії в цілому враховує географічне розташування країни, виняток становить лише частина штату Пара, де час зрушений на годину вперед, та територіально невеликі континентальні штати крайнього сходу, де час зрушений на годину назад:
| Штати | Часовий пояс | Стандартний час | Літній час          |
| --- | ------------ | --------------- | ------------------- |
| Акре, Амазонас (західна частина) | 19           | UTC-5           | не використовується |
| Амазонас (східна частина), Рондонія, Рорайма                                                                                            | 20           | UTC-4           | не використовується |
| Мату-Ґросу, Мату-Ґросу-ду-Сул | 20           | UTC-4           | не використовується |
| Баїя, Амапа, Мараньян, Мату-Ґросу, Пара, Піауї, Сеара                                                                                   | 21           | UTC-3           | не використовується |
| Ґойяс, Еспіриту-Санту, Мінас-Жерайс, Парана, Ріу-Ґранді-ду-Сул, Ріо-де-Жанейро, Сан-Паулу, Санта-Катарина, Токантінс, Федеральний округ | 21           | UTC-3           | не використовується |
| Алагоас, Параїба, Пернамбуку (континентальна частина), Ріу-Ґранді-ду-Норті, Сержипі                                                     | 22           | UTC-3           | не використовується |
| Острови в Атлантичному океані | 22           | UTC-2           | не використовується |

## Літній час

### Терміни
з 2008 до 2017 року літній час вводився опівночі третьої неділі жовтня, у 2018 році - першої неділі листопада, скасовувався опівночі третьої неділі лютого (якщо час закінчення літнього часу припадає на період карнавалу, його дія продовжувалась на тиждень). З 2019 року літній час було скасовано на всій території країни.

### Території
В останні роки літній час у Бразилії використовувався у частині штатів — на півдні країни:
- Ґояс
- Еспіриту-Санту
- Мату-Ґросу (без східних муніципалітетів)
- Мату-Ґросу-ду-Сул
- Мінас-Жерайс
- Парана
- Ріу-Ґранді-ду-Сул
- Ріо-де-Жанейро
- Сан-Паулу
- Санта-Катаріна
- Федеральний округ

Решта території знаходиться у приекваторіальній зоні, де зміна тривалості світлового дня протягом року несуттєва, однак у недалекому минулому багато штатів північніше теж мали сезонні зміни часу

## Історія змін
Поясний час на території Бразилії введено 1 січня 1914 року. Тоді було встановлене використання часу чотирьох часових поясів:
- UTC-5 встановлювався у штаті Акре та західній частині штату Амазонас;
- UTC-4 встановлювався у штатах Рондонія, Рорайма, Мату-Ґросу та Мату-Ґросу-ду-Сул, а також більшій частині штату Амазонас та західній половині штату Пара;
- UTC-3 встановлювався у штатах Алагоас, Амапа, Баїя, Ґойяс, Еспіриту-Санту, Мараньян, Мінас-Жерайс, Параїба, Парана, Піауї, Ріу-Ґранді-ду-Сул, Ріо-де-Жанейро, Сан-Паулу, Санта-Катаріна, Сеара, Токантінс та Федеральному окрузі, а також східній половині штату Пара та континентальній частині штату Пернамбуко;
- UTC-2 встановлювався для островів в Атлантичному океані: Фернандо-де-Норонья, Рокас та інші

24 червня 2008 року було ліквідовано зону UTC-5 — штат Акре та західна частина штату Амазонас перейшли на годину вперед. Також на годину вперед перейшла західна частина штату Пара і таким чином час в усьому штаті став однаковий. З 10 листопада 2013 року відновлено час UTC-5 на територіях, що використовували його до 2008.
У лютому 2011 року 24 муніципалітети на сході штату Мату-Ґросу відмовилися від практики сезонного часу і перейшли в цілорічний час UTC-3.

### Історія літнього часу в Бразилії
Літній час уперше введено тут у сезоні 1931/32 — його було введено на всій території. Використання його час від часу відмінялося та поновлювалося знову. Літній час у Бразилії використовувався щорічно, починаючи з сезону 1985/86 і закінчуючи сезоном 2018/19, однак із 1988/89 його використовувала лише частина штатів:
| Рік     | Літній час введено | Літній час відмінено | Території (зміни щодо попереднього сезону)                                                        |
| ------- | ------------------ | -------------------- | ------------------------------------------------------------------------------------------------- |
| 1931/32 | 3 жовтня, 11:00    | 31 березня, 24:00    | вся територія                                                                                     |
| 1932/33 | 3 жовтня, 00:00    | 31 березня, 24:00    | вся територія                                                                                     |
| 1949/50 | 1 грудня, 00:00    | 16 квітня, 01:00     | вся територія                                                                                     |
| 1950/51 | 1 грудня, 00:00    | 31 березня, 24:00    | вся територія                                                                                     |
| 1951/52 | 1 грудня, 00:00    | 31 березня, 24:00    | вся територія                                                                                     |
| 1952/53 | 1 грудня, 00:00    | 28 лютого, 24:00     | вся територія                                                                                     |
| 1963/64 | 23 жовтня, 00:00   | 31 березня, 24:00    | тільки: Ріо-де-Жанейро Сан-Паулу Еспіриту-Санту Мінас-Жерайс                                      |
| 1963/64 | 9 грудня, 00:00    | 31 березня, 24:00    | решта штатів                                                                                      |
| 1965    | 31 січня, 00:00    | 30 березня, 24:00    | вся територія                                                                                     |
| 1965/66 | 1 грудня, 00:00    | 28 лютого, 24:00     | вся територія                                                                                     |
| 1966/67 | 1 листопада, 00:00 | 28 лютого, 24:00     | вся територія                                                                                     |
| 1967/68 | 1 листопада, 00:00 | 29 лютого, 24:00     | вся територія                                                                                     |
| 1985/86 | 2 листопада, 00:00 | 14 березня, 24:00    | вся територія                                                                                     |
| 1986/87 | 25 жовтня, 00:00   | 13 лютого, 24:00     | вся територія                                                                                     |
| 1987/88 | 25 жовтня, 00:00   | 6 лютого, 24:00      | вся територія                                                                                     |
| 1988/89 | 16 жовтня, 00:00   | 28 січня, 24:00      | Відмовились: Акре Амазонас Амапа Пара Рондонія Рорайма                                            |
| 1989/90 | 15 жовтня, 00:00   | 10 лютого, 24:00     | без змін                                                                                          |
| 1990/91 | 21 жовтня, 00:00   | 16 лютого, 24:00     | Відмовились: Алагоас Мараньян Параїба Сержипі Сеара Токантіс Піауї Ріу-Ґранді-ду-Норті Пернамбуко |
| 1991/92 | 20 жовтня, 00:00   | 8 лютого, 24:00      | без змін                                                                                          |
| 1992/93 | 25 жовтня, 00:00   | 30 січня, 24:00      | без змін                                                                                          |
| 1993/94 | 17 жовтня, 00:00   | 19 лютого, 24:00     | Поновили: Амазонас                                                                                |
| 1994/95 | 16 жовтня, 00:00   | 18 лютого, 24:00     | Відмовились: Амазонас                                                                             |
| 1995/96 | 15 жовтня, 00:00   | 10 лютого, 24:00     | Поновили: Токантіс Алагоас Сержипі                                                                |
| 1996/97 | 6 жовтня, 00:00    | 15 лютого, 24:00     | Відмовились: Алагоас Сержипі                                                                      |
| 1997/98 | 6 жовтня, 00:00    | 28 лютого, 24:00     | без змін                                                                                          |
| 1998/99 | 11 жовтня, 00:00   | 20 лютого, 24:00     | без змін                                                                                          |
| 1999/00 | 3 жовтня, 00:00    | 26 лютого, 24:00     | Поновили: Алагоас Мараньян Параїба Сержипі Сеара Рорайма Піауї Ріу-Ґранді-ду-Норті Пернамбуко     |
| 2000    | 8 жовтня, 00:00    | 14 жовтня, 24:00     | тільки: Пернамбуко Рорайма                                                                        |
| 2000    | 8 жовтня, 00:00    | 21 жовтня, 24:00     | тільки: Алагоас Мараньян Параїба Сержипі Сеара Піауї Ріу-Ґранді-ду-Норті                          |
| 2000/01 | 8 жовтня, 00:00    | 17 лютого, 24:00     | Відмовились: Алагоас Мараньян Параїба Сержипі Сеара Піауї Ріу-Ґранді-ду-Норті Пернамбуко Рорайма  |
| 2001/02 | 14 жовтня, 00:00   | 16 лютого, 24:00     | Поновили: Алагоас Мараньян Параїба Сержипі Сеара Піауї Ріу-Ґранді-ду-Норті Пернамбуко             |
| 2002/03 | 3 листопада, 00:00 | 15 лютого, 24:00     | Відмовились: Алагоас Мараньян Параїба Сержипі Сеара Піауї Ріу-Ґранді-ду-Норті Пернамбуко          |
| 2003/04 | 19 жовтня, 00:00   | 14 лютого, 24:00     | Відмовились: Токантіс Баїя Мату-Ґросу                                                             |
| 2004/05 | 2 листопада, 00:00 | 19 лютого, 24:00     | Поновили: Мату-Ґросу                                                                              |
| 2005/06 | 16 жовтня, 00:00   | 18 лютого, 24:00     | без змін                                                                                          |
| 2006/07 | 5 листопада, 00:00 | 24 лютого, 24:00     | без змін                                                                                          |
| 2007/08 | 14 жовтня, 00:00   | 16 лютого, 24:00     | без змін                                                                                          |
| 2008/09 | 19 жовтня, 00:00   | 21 лютого, 24:00     | без змін                                                                                          |
| 2009/10 | 18 жовтня, 00:00   | 20 лютого, 24:00     | без змін                                                                                          |
| 2010/11 | 17 жовтня, 00:00   | 19 лютого, 24:00     | без змін                                                                                          |
| 2011/12 | 16 жовтня, 00:00   | 25 лютого, 24:00     | Поновили: Баїя Відмовились: частина Мату-Ґросу                                                    |
| 2012/13 | 21 жовтня, 00:00   | 16 лютого, 24:00     | Поновили: Токантінс Відмовились: Баїя                                                             |
| 2013/14 | 20 жовтня, 00:00   | 15 лютого, 24:00     | Відмовились: Токантінс                                                                            |
| 2014/15 | 19 жовтня, 00:00   | 21 лютого, 24:00     | без змін                                                                                          |
| 2015/16 | 18 жовтня, 00:00   | 20 лютого, 24:00     | без змін                                                                                          |
| 2016/17 | 16 жовтня, 00:00   | 18 лютого, 24:00     | без змін                                                                                          |
| 2017/18 | 15 жовтня, 00:00   | 17 лютого, 24:00     | без змін                                                                                          |
| 2018/19 | 4 листопада, 00:00 | 16 лютого, 24:00     | без змін                                                                                          |